# Come un'onda
Come un'onda (돌풍?, DolpungLR; lett. "Raffica") è una serie televisiva sudcoreana distribuita su Netflix il 28 giugno 2024.

## Trama
Park Don-go, primo ministro della Corea del Sud, decide di assassinare il Presidente corrotto, ma Jeong Su-jin, vice primo ministro e ministro dell'economia e delle finanze, cerca di fermarlo e ottenere il potere.

## Personaggi e interpreti
- Park Dong-ho, interpretato da Sol Kyung-gu
- Jeong Su-jin, interpretata da Kim Hee-ae